# Thryptomene ericaea
Thryptomene ericaea är en myrtenväxtart som beskrevs av Ferdinand von Mueller. Thryptomene ericaea ingår i släktet Thryptomene och familjen myrtenväxter.
Artens utbredningsområde är Sydaustralien. Inga underarter finns listade i Catalogue of Life.